# El Austral de Los Ríos
El Austral de Los Ríos, estilizado en su cabecera como Diario Austral, es un periódico chileno de circulación diaria, fundado el 28 de noviembre de 1982. Hasta octubre de 2007 se denominó El Diario Austral de Valdivia.
Perteneciente a la Sociedad Periodística Araucanía S.A., propiedad de El Mercurio S.A.P., se distribuye en la Región de Los Ríos. Su actual directora es Verónica Moreno Aguilera y su editor Robert Hunter Aburto.

## Historia
La primera edición de El Diario Austral de Valdivia circuló el domingo 28 de noviembre de 1982, tenía 40 páginas y en su primera plana presentaba el titular "Valdivia merecía una noticia como ésta", en referencia al nacimiento del medio escrito. Junto al texto apareció la imagen de un torreón español, que en los años siguientes se convertiría en el logotipo del diario. Su primera sede estaba ubicada en la sede de la Sociedad Protectora de Empleados del Comercio, en la intersección de las calles Libertad e Independencia.
El 19 de julio de 2011 El Austral de Los Ríos estrenó un nuevo formato, pasando del tamaño tabloide al berlinés, y estrenando un nuevo logotipo.